# Can Castany (Cervelló)
Can Castany és una masia del municipi de Cervelló (Baix Llobregat) inclosa en l'Inventari del Patrimoni Arquitectònic de Catalunya.

## Descripció
És una antiga masia que ha sofert ampliacions i reformes a les darreries del segle xix i al segle xx, moment en què s'han afegit cossos de major alçada i galeries porxades, convertint el conjunt rural en tres apartaments, conservant encara la masoveria, que ocupa la part central de la façana sud-oest. Els diferents cossos estan coberts a dues aigües i tenen poques obertures, totes allindanades i distribuïdes sense cap ordre per lés diferents façanes. Hi ha dos rellotges de sol, dues façanes diferents de l'edifici, i un pou davant de la casa.